# Bayfield (Colorado)
Bayfield ist eine Stadt, die im La Plata County im US-Bundesstaat Colorado liegt. Nach der US-Volkszählung von 2010 hat die Stadt eine Gesamtbevölkerung von 2.333 Einwohnern.

## Geographie
Bayfield liegt bei 37°13'50" Nord, 107°35'58" West (37,230532, −107,599539).
Gemäß US-Volkszählung hat die Stadt eine Gesamtfläche von 2,8 km² (1,1 mi²). 2,8 km² (1,1 mi²) ist Land und nichts davon ist von Wasser bedeckt.

## Demographische Daten
Nach der Volkszählung von 2000 gibt es 1.549 Einwohner, 567 Haushalte, und 409 Familien, die in der Stadt wohnen. Die Bevölkerungsdichte ist 553,8/km² (1.433,3/mi²). Es gibt 597 Wohnungseinheiten bei einer durchschnittlichen Dichte von 213,4/km² (552,4/mi²). Die Abstammungen der Stadt sind 91,67 % Weiße, 0,19 % Afroamerikaner, 2,13 % Indianer, 0,13 % Asiaten, 0,00 % Pazifische Inselbewohner, 3,36 % anderer Herkunft und 2,52 % von 2 oder mehr races. 10,46 % der Bevölkerung sind Spanischstämmige oder Latinos.
Es gibt 567 Haushalte, von denen in 43,2 % Kinder unter 18 Jahren leben, 59,3 % sind verheiratete Ehepaare, die zusammen leben, 8,6 % haben einen weiblichen Haushaltsvorstand ohne Ehemann, und 27,7 % sind Nichtfamilien. 22,8 % aller Haushalte bestehen aus Singles und in 6,0 % lebt ein Alleinstehender über 65 Jahre. Die durchschnittliche Haushaltsgröße ist 2,71 und die durchschnittliche Familiengröße ist 3,19.
In der Stadt sind 31,2 % der Einwohner unter 18 Jahre alt, 7,4 % 18 bis 24, 30,0 % 25 bis 44, 23,8 % 45 bis 64, und 7,5 % sind 65 Jahre oder älter. Das Durchschnittsalter ist 35 Jahre. Auf 100 Frauen kommen 98,3 Männer. Auf 100 Frauen über 18 Jahre kommen 92,9 Männer.
Das Durchschnittseinkommen eines Haushalts in der Stadt beträgt 39.336 $, und das Durchschnittseinkommen einer Familie ist 46.583 $. Männer haben ein Durchschnittseinkommen von 34.464 $ gegenüber 22.027 $ für Frauen. Das Prokopfeinkommen in der Stadt ist 17.324 $. 5,6 % der Bevölkerung und 2,9 % der Familien sind unterhalb der Armutsgrenze. Von der Gesamtbevölkerung leben 3,8 % der unter 18-Jährigen und 7,9 % der über 65-Jährigen unter der Armutsgrenze.

### Schulsport
Die High School ist bekannt für ihr Footballprogramm. Wrestling, Basketball, Leichtathletik und Crosslauf sind weitere Sportarten, die Jungen ausüben können. Mädchen spielen Volleyball, Football und Basketball. Ferner können sie beim Crosslauf und bei der Leichtathletik mitmachen und nehmen an den landesweiten Cheerleading-Meisterschaften teil. Die Rivalität zwischen den Bayfield's Wolverines und den Ignacio's Bobcats (aus dem Ute-Reservat südlich von Bayfield) ist lokal bekannt.